# RoboCop 3 (аркадный автомат)
RoboCop 3 (яп.  ロボコップ３) — компьютерная игра для аркадных автоматов, третья игра из серии RoboCop, основанной на сюжете одноимённого фильма. Выпущена в 1992 году европейской компанией Ocean Software, позже портирована на Game Gear, Sega Mega Drive, Sega Master System и SNES.

## Сюжет
Компания «OCP» и японская компания «Канэмицу» заключили договор на предмет строительства на территории старого Детройта нового города под названием «Дельта Сити». Робокоп намерен защитить повстанцев и сразиться с роботами-ниндзя.
Задача игрока помочь повстанцам продержаться три дня, собирать оружие для восстания против OCP, сражаться с роботами-ниндзя и сорвать планы и сделку «OCP» с «Канэмицу».

## Игровой процесс
В игре содержится шесть уровней, воссоздающих обстановку разрушенного Детройта. Игроку доступно несколько видов оружия, в том числе огнемёт.

## Оценки игры
| Иноязычные издания | Иноязычные издания                  |
| Издание            | Оценка                              |
| ------------------ | ----------------------------------- |
| AllGame            | (SNES)                              |
| CVG                | 64/100 (SNES)                       |
| Electronic Games   | 71 % (Genesis)                      |
| Mean Machines Sega | 51/100 (Game Gear) 52/100 (Genesis) |
| N-Force            | 48/100 (SNES)                       |
| Super Play         | 66 % (SNES)                         |

Обозреватель Mean Machines Sega раскритиковал версию для Game Gear за её сложность и «серые» фоны, но похвалил музыку. Затем обозреватель Mean Machines Sega также раскритиковал графику в версии для Genesis и назвал её «глубокой стрелялкой с нелепым уровнем сложности». Билл Канкел из Electronic Games также раскритиковал графику и «отсутствие оригинальности» в версии для Genesis.